# Leonidész (orvos)
Leonidész (3. század) görög orvos
Valamivel Galénosz után élt. Athénből származott, fiatalon került Alexandriába, ahol haláláig tevékenykedett. Korabeli források említik néhány munkáját, de egyetlen sor sem maradt fenn belőlük.[forrás?]